# 森直也
森 直也（もり なおや）は、日本の男性声優。

## 出演作品

### テレビアニメ
1968年
- 巨人の星（青木）

1969年
- アタックNo.1

### 吹き替え

#### 海外ドラマ
- 森林警備隊（ピーター）
- 旅愁　(デヴィッド)

| スタブアイコン | サブスタブ | この項目は、まだ閲覧者の調べものの参照としては役立たない、声優（ナレーターを含む）に関連した書きかけの項目です。この項目を加筆・訂正などしてくださる協力者を求めています（P:アニメ/PJ:芸能人）。 |